# Teaneck
Teaneck – miejscowość w hrabstwie Bergen w stanie New Jersey w Stanach Zjednoczonych. Według spisu powszechnego z roku 2000 miała 39 260 mieszkańców. Miasto obejmuje obszar 16,2 km². Miejscowość została założona przez Holendrów w pierwszych latach XVII wieku na terenie ziemi Indian Lenape. Od tego okresu miejscowość miała charakter rolniczy. Od lat 30. XX w. zaczął się napływ ludności, który przemienił miejscowość w przedmieścia Nowego Jorku. Teaneck ma duży szpital Holy Name oraz uniwersytet Fairleigh Dickinson University.
Z Teaneck pochodzi Amy Aquino, amerykańska aktorka.